# Buscador móvil
Buscador destinado específicamente a los usuarios de teléfonos móviles o PDAs. Estos buscadores utilizan tecnología WAP para mostrarse correctamente en la pantalla de los móviles. Suelen dar preferencia a las páginas o contenidos adaptados a esta tecnología.
Algunos, como Google Mobile ofrecen contenidos extra útiles para los usuarios, como la capacidad de adaptar las páginas comunes para que puedan visualizarse con dispositivos de capacidades reducidas, porque los móviles y PDAs no son capaces de cargar toda la información presente en las páginas diseñadas para computadoras más avanzadas.
También suelen incorporar otros servicios como correo electrónico, agenda electrónica, mapas, etcétera.